# Fleetham

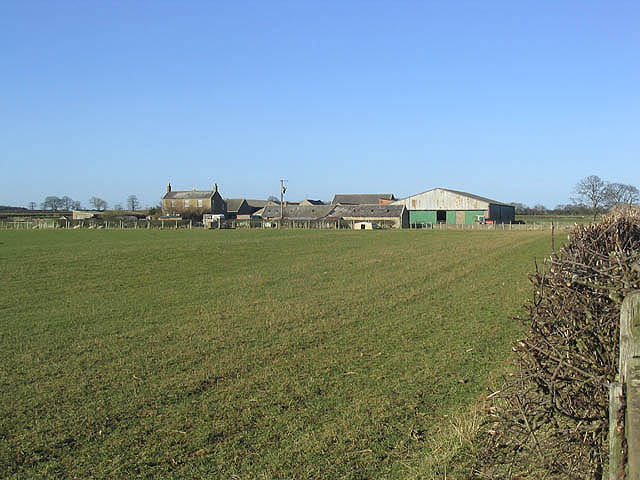
East Fleetham

Fleetham var en civil parish 1866–1955 när det uppgick i Beadnell, i grevskapet Northumberland i England. Civil parish var belägen 15 km från Alnwick och hade 36 invånare år 1951. Det inkluderade West Fleetham.